# Valentin Daniel Preissler

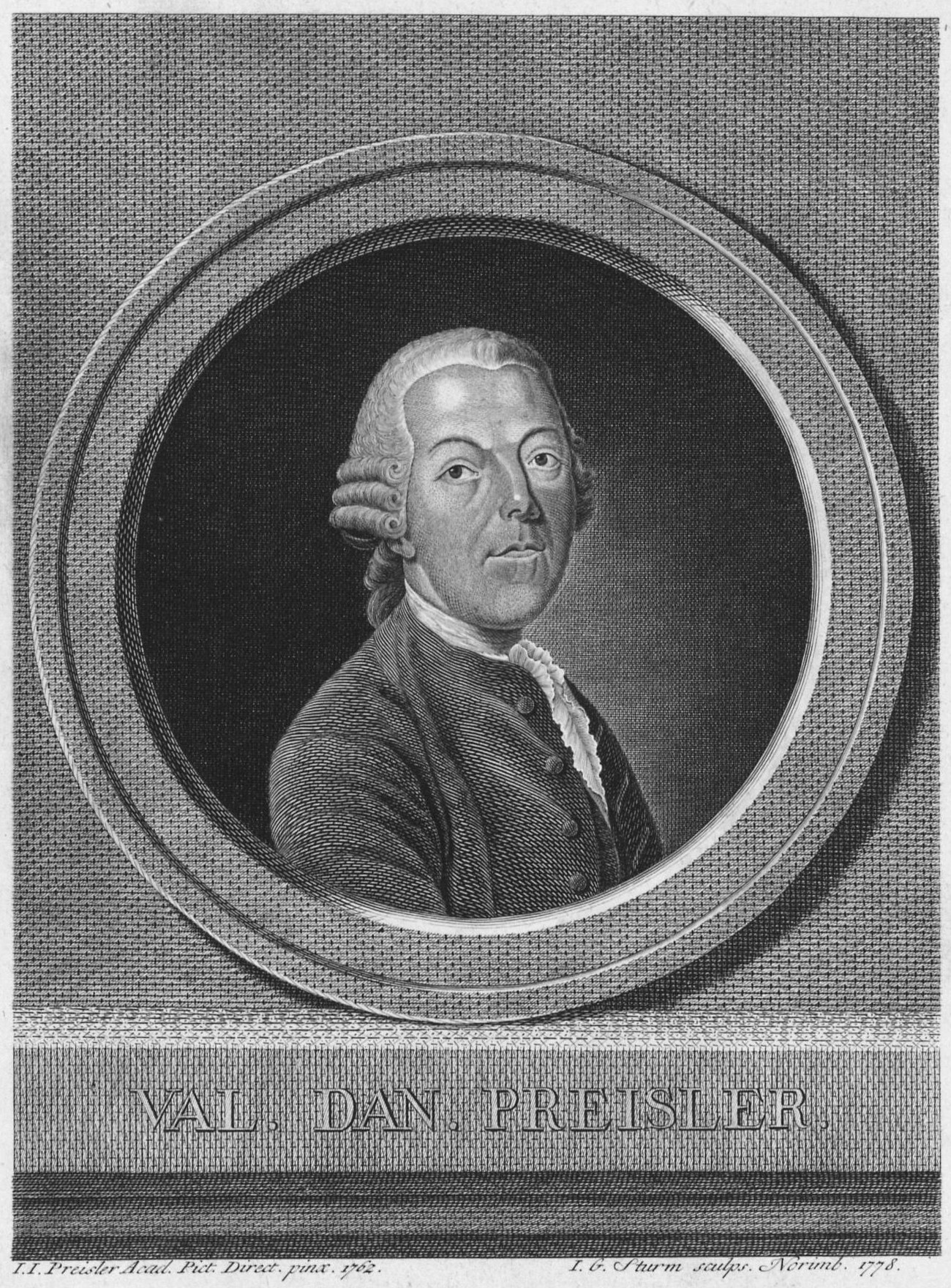
Valentin Daniel Preisler, Stich von Johann Georg Sturm (1778) nach Johann Justin Preissler (1762)

Valentin Daniel Preissler, auch Preisler (* 18. April 1717 in Nürnberg; † 8. April 1765 ebenda), war ein deutscher Kupferstecher.

## Leben
Valentin Daniel war ein Sohn des Nürnberger Malers Johann Daniel Preissler und dessen Ehefrau Anna Felicitas Riedner († 1743). Er ging in die Lehre bei Bernhard Vogel. Später weilte er auch zwei Jahre zum Studium bei seinem Bruder Johann Martin Preissler in Kopenhagen. Die von Vogel begonnene Schabkunst-Edition von Gemälden Johann Kupetzky führte Preisler nach dessen Tod zu Ende und gab sie 1745 in Nürnberg heraus.
Valentin Preissler war verheiratet mit Anna Sophia Volland. Seine ältere Schwester Barbara Helena, verheiratete Oeding, war ebenfalls eine bekannte Kupferstecherin und Malerin.